# Porsche Carrera Cup Deutschland 2012

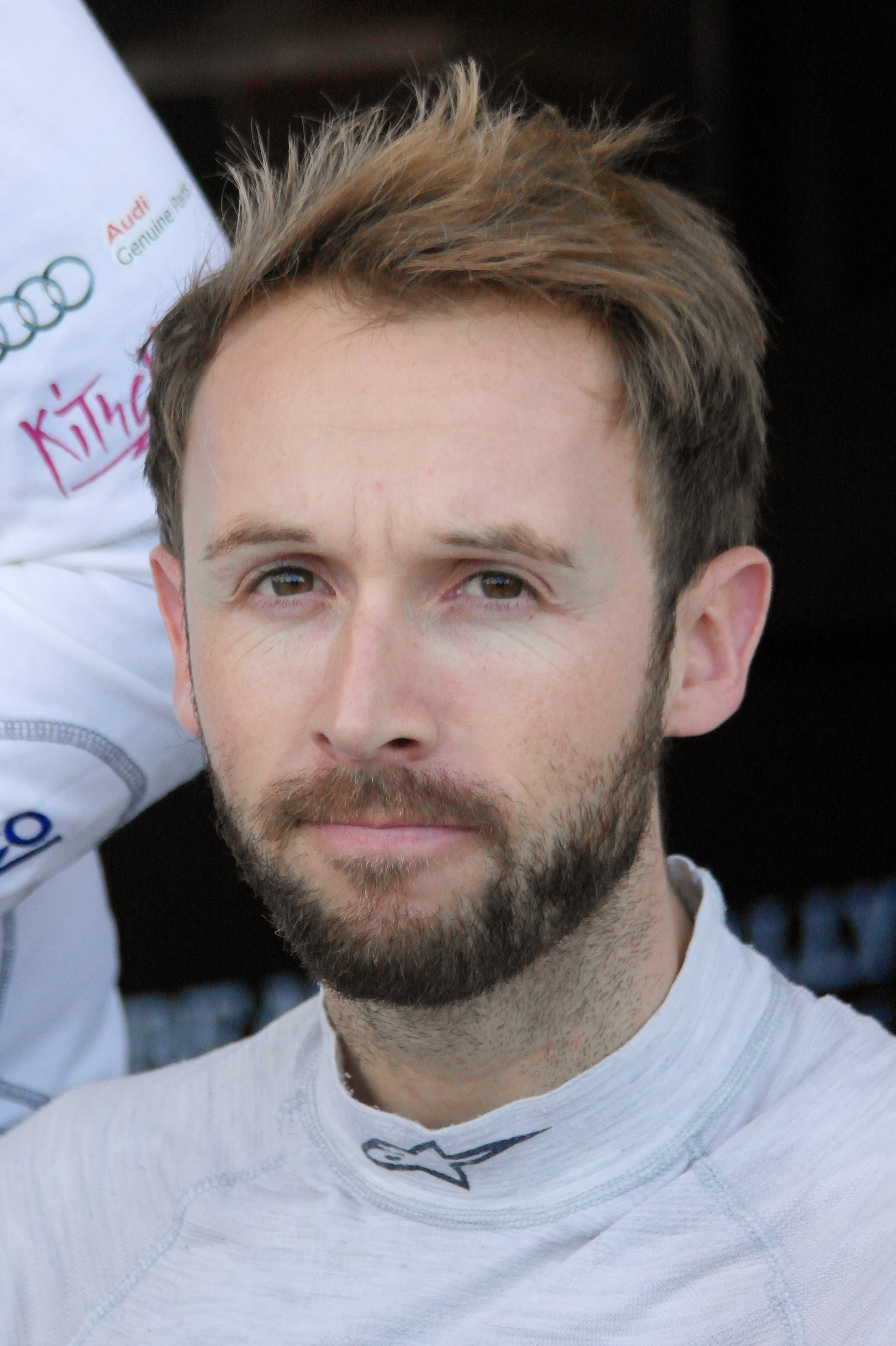
René Rast gewann 2012 seinen zweiten Carrera-Cup-Meistertitel (Foto von 2014)

Der Porsche Carrera Cup Deutschland 2012 war die 23. Saison des Porsche Carrera Cup Deutschland. Der erste Lauf dieser Saison fand am 28. April 2012 auf dem Hockenheimring und das Saisonfinale fand am 21. Oktober fand ebenfalls dort statt.
Insgesamt wurden in dieser Saison 17 Läufe an neun Wochenenden in Deutschland, Österreich und in den Niederlanden ausgetragen. Die Rennen fanden im Rahmenprogramm der DTM statt. Erstmals wurden an einem Rennwochenende zwei Läufe ausgetragen. Lediglich am 19. Mai wurde beim Rennen auf der Nürburgring-Nordschleife, das nicht im DTM-Programm war, nur ein Lauf durchgeführt.
René Rast gewann mit 242 Punkten nach 2008 seinen zweiten Fahrertitel. Die ZF Sachs-Teamwertung gewann das Team Deutsche Post by tolimit.
Den in dieser Saison neu eingeführten B-Fahrertitel für Amateure gewann Bill Barazetti mit 256 Punkten. Die ebenfalls neu eingeführte Rookie-Sonderwertung gewann der Franzose Kévin Estre mit 181 Punkten.

## Starterfeld
Folgende Fahrer und Gastfahrer sind in der Saison gestartet:
| Nr. | Fahrer                 | Team                          | Wertung | Rennwochenende |
| --- | ---------------------- | ----------------------------- | ------- | -------------- |
| 1   | Norbert Siedler        | Konrad Motorsport             | A       | alle           |
| 2   | Tomáš Pivoda           | Konrad Motorsport             | A R     | alle           |
| 3   | Harrie Kolen           | Land Motorsport               | B       | alle           |
| 4   | Hoevert Vos            | Land Motorsport               | B       | 2–9            |
| 5   | Jaap van Lagen         | FE Racing by Land Motorsport  | A       | alle           |
| 6   | Wolf Nathan            | FE Racing by Land Motorsport  | B       | alle           |
| 7   | Michael Christensen    | Konrad Motorsport             | A R     | alle           |
| 10  | Felipe Fernández Laser | Farnbacher ESET Racing        | A R     | 1, 2, 4, 5     |
| 10  | Niclas Kentenich       | Farnbacher ESET Racing        | A       | 3              |
| 11  | Elia Erhart            | Marschall Goebel Racing       | A R     | alle           |
| 12  | Matthias Gamauf        | Marschall Goebel Racing       | A R     | 1, 2, 4, 5     |
| 12  | Peter Scharmach        | Marschall Goebel Racing       | B       | 6              |
| 14  | René Rast              | Team Deutsche Post by tolimit | A       | alle           |
| 15  | Klaus Bachler          | Team Deutsche Post by tolimit | A R     | alle           |
| 16  | Sean Edwards           | Team Deutsche Post by tolimit | A       | alle           |
| 19  | Clemens Schmid         | SWITCH IT Lechner Racing      | A       | alle           |
| 33  | Bill Barazetti         | MRS GT-Racing                 | B       | alle           |
| 34  | Philipp Eng            | MRS GT-Racing                 | A R     | alle           |
| 37  | Michael Ammermüller    | SWITCH IT Lechner Racing      | A       | 1–4, 9         |
| 41  | Jeroen Mul             | Team Bleekemolen              | A       | 1, 7           |
| 42  | Pascal Bour            | BG Racing                     | B       | 3              |
| 43  | Peter Scharmach        | GT3 Cup Middle East           | B       | 3              |
| 44  | Andreas Mayerl         | Lechner Racing Team           | B       | 4              |
| 45  | Mark J. Thomas         | Konrad Motorsport Austria     | B       | 6, 7           |
| 46  | Antonis Wossos         | MRS GT-Racing                 | B       | 7              |
| 47  | Robert Lukas           | Förch Racing                  | A       | 8, 9           |
| 49  | Florian Scholze        | Förch Racing                  | A       | 8, 9           |
| 51  | Hannes Waimer          | GT3 Cup Middle East           | B       | 3, 5–7         |
| 52  | Sebastiaan Bleekemolen | Team Bleekemolen              | A       | 7              |
| 52  | Florian Spengler       | MRS GT-Racing                 | A       | 9              |
| 66  | Nicolas Armindo        | ATTEMPTO Racing               | A       | 1, 6           |
| 66  | David Jahn             | ATTEMPTO Racing               | A       | 2–5            |
| 66  | Jeroen Bleekemolen     | ATTEMPTO Racing               | A       | 7              |
| 66  | Arkin Aka              | ATTEMPTO Racing               | A       | 8              |
| 66  | Robert Renauer         | ATTEMPTO Racing               | A       | 9              |
| 77  | Philipp Frommenwiler   | ATTEMPTO Racing               | A       | alle           |
| 88  | Nicki Thiim            | Hermes ATTEMPTO Racing        | A       | alle           |
| 91  | Christina Nielsen      | Farnbacher ESET Racing        | B       | alle           |
| 99  | Kévin Estre            | Hermes ATTEMPTO Racing        | A R     | alle           |

| Symbol | Fahrer-Wertung |
| ------ | -------------- |
| A      | Profi (A)      |
| B      | Amateur (B)    |
| R      | Rookie         |

      Gaststarter

## Rennkalender und Ergebnisse
| Runde | Runde  | Rennstrecke              | Datum         | Pole-Position       | Schnellste Runde    | Sieger              | Zweiter            | Dritter             |
| ----- | ------ | ------------------------ | ------------- | ------------------- | ------------------- | ------------------- | ------------------ | ------------------- |
| 1     | Lauf 1 | Hockenheimring           | 28. April     | Sean Edwards        | René Rast           | René Rast           | Nicolas Armindo    | Michael Ammermüller |
| 1     | Lauf 2 | Hockenheimring           | 29. April     | Sean Edwards        | Kévin Estre         | Sean Edwards        | Kévin Estre        | René Rast           |
| 2     | Lauf 1 | Lausitzring              | 5. Mai        | Kévin Estre         | Sean Edwards        | Nicki Thiim         | René Rast          | Sean Edwards        |
| 2     | Lauf 2 | Lausitzring              | 6. Mai        | Sean Edwards        | Sean Edwards        | Sean Edwards        | Kévin Estre        | Michael Christensen |
| 3     | Lauf   | Nürburgring-Nordschleife | 19. Mai       | Philipp Eng         | René Rast           | Kévin Estre         | Sean Edwards       | René Rast           |
| 4     | Lauf 1 | Red Bull Ring            | 2. Juni       | Sean Edwards        | Sean Edwards        | Norbert Siedler     | Kévin Estre        | Klaus Bachler       |
| 4     | Lauf 2 | Red Bull Ring            | 3. Juni       | Sean Edwards        | Sean Edwards        | Sean Edwards        | Kévin Estre        | René Rast           |
| 5     | Lauf 1 | Norisring                | 30. Juni      | René Rast           | René Rast           | René Rast           | Norbert Siedler    | Sean Edwards        |
| 5     | Lauf 2 | Norisring                | 1. Juli       | René Rast           | René Rast           | René Rast           | Kévin Estre        | Norbert Siedler     |
| 6     | Lauf 1 | Nürburgring              | 18. August    | René Rast           | René Rast           | René Rast           | Nicki Thiim        | Jaap van Lagen      |
| 6     | Lauf 2 | Nürburgring              | 19. August    | Nicki Thiim         | Sean Edwards        | Nicki Thiim         | Sean Edwards       | René Rast           |
| 7     | Lauf 1 | Zandvoort                | 25. August    | René Rast           | René Rast           | Sean Edwards        | Nicki Thiim        | Jaap van Lagen      |
| 7     | Lauf 2 | Zandvoort                | 26. August    | Nicki Thiim         | Norbert Siedler     | René Rast           | Jeroen Bleekemolen | Sean Edwards        |
| 8     | Lauf 1 | Oschersleben             | 15. September | René Rast           | René Rast           | René Rast           | Sean Edwards       | Nicki Thiim         |
| 8     | Lauf 2 | Oschersleben             | 16. September | Sean Edwards        | Sean Edwards        | Sean Edwards        | René Rast          | Nicki Thiim         |
| 9     | Lauf 1 | Hockenheimring           | 20. Oktober   | Sean Edwards        | René Rast           | Nicki Thiim         | Kévin Estre        | Philipp Eng         |
| 9     | Lauf 2 | Hockenheimring           | 21. Oktober   | Michael Christensen | Michael Christensen | Michael Christensen | Kévin Estre        | Norbert Siedler     |

## Meisterschaftsergebnisse

### Punktesystem
Punkte wurden an die ersten 15 klassifizierten Fahrer in folgender Anzahl vergeben. Die Punkte von den Gaststartern wurden am Saisonende gestrichen, daher können gleiche Positionen unterschiedliche Punktwertungen aufweisen:
| Platz  | 1. | 2. | 3. | 4. | 5. | 6. | 7. | 8. | 9. | 10. | 11. | 12. | 13. | 14. | 15. |
| Punkte | 20 | 18 | 16 | 14 | 12 | 10 | 9  | 8  | 7  | 6   | 5   | 4   | 3   | 2   | 1   |

### A-Fahrerwertung
Insgesamt kamen 22 Fahrer in die Punktewertung.
| Platz                                       | Fahrer                 | HOC1 | HOC1 | LAU | LAU | NÜR1 | RBR | RBR | NOR | NOR | NÜR2 | NÜR2 | ZAN | ZAN | OSC | OSC | HOC2 | HOC2 | Punkte |
| ------------------------------------------- | ---------------------- | ---- | ---- | --- | --- | ---- | --- | --- | --- | --- | ---- | ---- | --- | --- | --- | --- | ---- | ---- | ------ |
| 1                                           | René Rast              | 1    | 3    | 2   | 9   | 3    | 14  | 3   | 1   | 1   | 1    | 3    | 16  | 1   | 1   | 2   | 7    | DNF  | 242    |
| 2                                           | Sean Edwards           | DNF  | 1    | 3   | 1   | 2    | 11  | 1   | 3   | 6   | 4    | 2    | 1   | 3   | 2   | 1   | DSQ  | 5    | 233    |
| 3                                           | Nicki Thiim            | 7    | 4    | 1   | 17  | 8    | 4   | 4   | DNF | DNF | 2    | 1    | 2   | 5   | 3   | 3   | 1    | 6    | 202    |
| 4                                           | Kévin Estre            | DNF  | 2    | 4   | 2   | 1    | 2   | 2   | DNF | 2   | DSQ  | DSQ  | 4   | DNF | 4   | DNF | 2    | 2    | 181    |
| 5                                           | Norbert Siedler        | 6    | 6    | 7   | DNF | 4    | 1   | 5   | 2   | 3   | 8    | 8    | DNF | 4   | 15  | 10  | 5    | 3    | 178    |
| 6                                           | Jaap van Lagen         | 4    | 5    | 5   | 4   | 5    | 13  | 9   | DNF | 4   | 3    | DNF  | 3   | 6   | 7   | 5   | 6    | 15   | 158    |
| 7                                           | Michael Christensen    | 9    | 12   | 6   | 3   | 9    | 6   | 8   | 6   | 10  | 5    | 16   | 20  | 7   | 6   | 15  | 21   | 1    | 148    |
| 8                                           | Klaus Bachler          | 17   | 13   | 18  | DNF | 14   | 3   | 7   | DNF | 8   | 9    | 7    | 8   | 11  | 8   | 4   | 4    | 4    | 122    |
| 9                                           | Philipp Frommenwiler   | DNF  | 11   | 11  | 8   | 10   | 7   | 13  | 4   | 5   | 7    | 6    | DNF | 13  | 10  | 18  | 11   | 8    | 113    |
| 10                                          | Philipp Eng            | 5    | 8    | 12  | 6   | 6    | DNF | DNS | DNF | DNF | 10   | 5    | 9   | 14  | 9   | 6   | 3    | 9    | 112,5  |
| 11                                          | Michael Ammermüller    | 3    | 9    | 8   | 5   | 7    | 5   | 11  |     |     |      |      |     |     |     |     | 9    | 12   | 82     |
| 12                                          | Tomáš Pivoda           | 10   | DNF  | 15  | 13  | 11   | 10  | 14  | 8   | 14  | 13   | 17   | 12  | 16  | 11  | 8   | 15   | 14   | 74,5   |
| 13                                          | Clemens Schmid         | DNF  | DNF  | 9   | 20  | 22   | 19  | 10  | 5   | 11  | 19   | 12   | 5   | 10  | 18  | DNF | 16   | 11   | 68     |
| 14                                          | Elia Erhart            | 8    | 14   | 13  | 10  | 16   | DNF | 16  | 7   | DNF | 11   | DNF  | 11  | DNF | 12  | 11  | 12   | 16   | 60     |
| 15                                          | Nicolas Armindo        | 2    | 7    |     |     |      |     |     |     |     | 6    | 4    |     |     |     |     |      |      | 51     |
| 16                                          | David Jahn             |      |      | 10  | 7   | 21   | DNF | 6   | DNF | 7   |      |      |     |     |     |     |      |      | 35     |
| 17                                          | Felipe Fernández Laser | 11   | 15   | 14  | 11  |      | 8   | 12  | DNF | 9   |      |      |     |     |     |     |      |      | 33     |
| 18                                          | Jeroen Bleekemolen     |      |      |     |     |      |     |     |     |     |      |      | 17  | 2   |     |     |      |      | 20,5   |
| 19                                          | Matthias Gamauf        | 12   | 17   | 19  | 15  |      | 9   | 18  | DNF | 12  |      |      |     |     |     |     |      |      | 19     |
| 20                                          | Robert Renauer         |      |      |     |     |      |     |     |     |     |      |      |     |     |     |     | 10   | 7    | 16     |
| 21                                          | Arkin Aka              |      |      |     |     |      |     |     |     |     |      |      |     |     | 14  | 16  |      |      | 9      |
| 22                                          | Niclas Kentenich       |      |      |     |     | 12   |     |     |     |     |      |      |     |     |     |     |      |      | 4      |
| Gastfahrer ohne Meisterschaftspunktewertung |                        |      |      |     |     |      |     |     |     |     |      |      |     |     |     |     |      |      |        |
|                                             | Jeroen Mul             | 18   | 10   |     |     |      |     |     |     |     |      |      | 6   | 8   |     |     |      |      | 0      |
|                                             | Sebastiaan Bleekemolen |      |      |     |     |      |     |     |     |     |      |      | 7   | 9   |     |     |      |      | 0      |
|                                             | Robert Lukas           |      |      |     |     |      |     |     |     |     |      |      |     |     | 5   | 9   | 8    | 10   | 0      |
|                                             | Florian Scholze        |      |      |     |     |      |     |     |     |     |      |      |     |     | 13  | 7   | 13   | 18   | 0      |
|                                             | Florian Spengler       |      |      |     |     |      |     |     |     |     |      |      |     |     |     |     | 14   | 13   | 0      |
| Platz                                       | Fahrer                 | HOC1 | HOC1 | LAU | LAU | NÜR1 | RBR | RBR | NOR | NOR | NÜR2 | NÜR2 | ZAN | ZAN | OSC | OSC | HOC2 | HOC2 | Punkte |

| Legende  | Legende            | Legende                                                          |
| Farbe    | Abkürzung          | Bedeutung                                                        |
| -------- | ------------------ | ---------------------------------------------------------------- |
| Gold     | –                  | Sieg                                                             |
| Silber   | –                  | 2. Platz                                                         |
| Bronze   | –                  | 3. Platz                                                         |
| Grün     | –                  | Platzierung in den Punkten                                       |
| Blau     | –                  | Klassifiziert außerhalb der Punkteränge                          |
| Violett  | DNF                | Rennen nicht beendet (did not finish)                            |
| Violett  | NC                 | nicht klassifiziert (not classified)                             |
| Rot      | DNQ                | nicht qualifiziert (did not qualify)                             |
| Rot      | DNPQ               | in Vorqualifikation gescheitert (did not pre-qualify)            |
| Schwarz  | DSQ                | disqualifiziert (disqualified)                                   |
| Weiß     | DNS                | nicht am Start (did not start)                                   |
| Weiß     | WD                 | zurückgezogen (withdrawn)                                        |
| Hellblau | PO                 | nur am Training teilgenommen (practiced only)                    |
| Hellblau | TD                 | Freitags-Testfahrer (test driver)                                |
| ohne     | DNP                | nicht am Training teilgenommen (did not practice)                |
| ohne     | INJ                | verletzt oder krank (injured)                                    |
| ohne     | EX                 | ausgeschlossen (excluded)                                        |
| ohne     | DNA                | nicht erschienen (did not arrive)                                |
| ohne     | C                  | Rennen abgesagt (cancelled)                                      |
| ohne     | keine WM-Teilnahme |                                                                  |
| sonstige | P/fett             | Pole-Position                                                    |
| sonstige | 1/2/3/4/5/6/7/8    | Punktplatzierung im Sprint-/Qualifikationsrennen                 |
| sonstige | SR/kursiv          | Schnellste Rennrunde                                             |
| sonstige | *                  | nicht im Ziel, aufgrund der zurückgelegten Distanz aber gewertet |
| sonstige | ()                 | Streichresultate                                                 |
| sonstige | unterstrichen      | Führender in der Gesamtwertung                                   |

### ZF Sachs-Teamwertung
Es kamen 9 Teams in die Punktewertung.
| Platz | Team                          | HOC1 | LAU | NÜR1 | RBR | NOR | NÜR2 | ZAN  | OSC | HOC2 | Punkte |
| ----- | ----------------------------- | ---- | --- | ---- | --- | --- | ---- | ---- | --- | ---- | ------ |
| 1     | Team Deutsche Post by tolimit | 56   | 61  | 34   | 48  | 66  | 68   | 50   | 76  | 24   | 483    |
| 2     | Hermes ATTEMPTO Racing        | 41   | 55  | 28   | 66  | 18  | 38   | 28   | 46  | 68   | 388    |
| 3     | Konrad Motorsport             | 27   | 35  | 21   | 53  | 51  | 36   | 26   | 35  | 54   | 338    |
| 4     | ATTEMPTO Racing               | 33   | 28  | 9    | 24  | 35  | 43   | 28,5 | 27  | 34   | 261,5  |
| 5     | SWITCH IT Lechner Racing      | 23   | 29  | 11   | 31  | 18  | 13   | 14   | 4   | 27   | 170    |
| 6     | FE Racing by Land Motorsport  | 26   | 26  | 12   | 14  | 14  | 16   | 18   | 24  | 17   | 167    |
| 7     | MRS GT-Racing                 | 20   | 14  | 10   | 0   | 0   | 19   | 11   | 21  | 24   | 119    |
| 8     | Marschall Goebel Racing       | 21   | 14  | 4    | 13  | 14  | 6    | 4,5  | 16  | 10   | 102,5  |
| 9     | Farnbacher ESET Racing        | 10   | 7   | 5    | 14  | 8   | 0    | 0    | 0   | 0    | 44     |

### B-Fahrerwertung
Insgesamt kamen 7 Fahrer in die Amateur-Punktewertung.
| Platz                                       | Fahrer            | HOC1 | HOC1 | LAU | LAU | NÜR1 | RBR | RBR | NOR | NOR | NÜR2 | NÜR2 | ZAN | ZAN | OSC | OSC | HOC2 | HOC2 | Punkte |
| ------------------------------------------- | ----------------- | ---- | ---- | --- | --- | ---- | --- | --- | --- | --- | ---- | ---- | --- | --- | --- | --- | ---- | ---- | ------ |
| 1                                           | Bill Barazetti    | 14   | 18   | 22  | 18  | 19   | 15  | 17  | 11  | 18  | 16   | 10   | 14  | 17  | 16  | DNF | 18   | 20   | 256    |
| 2                                           | Harrie Kolen      | 13   | 16   | 20  | 16  | DNF  | 18  | 19  | 9   | 15  | 20   | DNS  | DNF | 18  | 17  | 14  | 19   | 19   | 233    |
| 3                                           | Wolf Nathan       | 16   | 20   | 21  | 19  | 18   | 16  | 20  | 10  | 16  | 18   | 11   | 13  | 21  | DNF | 13  | 20   | DNF  | 217    |
| 4                                           | Hoevert Vos       |      |      | 16  | 12  | 15   | DNF | DNF | 12  | 13  | 12   | DNF  | 10  | 12  | DNF | 12  | 17   | DNF  | 198    |
| 5                                           | Christina Nielsen | 15   | 19   | 17  | 14  | DNF  | 17  | DNF | DNF | 19  | 17   | 9    | 15  | 15  | DNF | 17  | 22   | 17   | 197    |
| 6                                           | Hannes Waimer     |      |      |     |     | 20   |     |     | 13  | 17  | 15   | 15   | 19  | 19  |     |     |      |      | 86     |
| 7                                           | Peter Scharmach   |      |      |     |     | 13   |     |     |     |     | 14   | 13   |     |     |     |     |      |      | 32     |
| Gastfahrer ohne Meisterschaftspunktewertung |                   |      |      |     |     |      |     |     |     |     |      |      |     |     |     |     |      |      |        |
|                                             | Pascal Bour       |      |      |     |     | 17   |     |     |     |     |      |      |     |     |     |     |      |      | 0      |
|                                             | Andreas Mayerl    |      |      |     |     |      | 12  | 15  |     |     |      |      |     |     |     |     |      |      | 0      |
|                                             | Mark J. Thomas    |      |      |     |     |      |     |     |     |     | DNF  | 14   | 18  | 20  |     |     |      |      | 0      |
|                                             | Antonis Wossos    |      |      |     |     |      |     |     |     |     |      |      | 21  | DNS |     |     |      |      | 0      |

Anmerkung
1. ↑  Im dritten Rennen startete Peter Scharmach als Gaststarter und erhielt keine Punkte.